# Junção theta (álgebra relacional)
A Junção Theta, também conhecida como Junção Condicional é representada pelo símbolo ⋈, e baseia-se em uma combinação dos operadores produto cartesiano e seleção. Ela cria uma relação pela combinação dos campos de uma relação com aquelas de uma outra baseada em uma comparação de valores entre colunas que não necessariamente tem o mesmo nome.

## Sintaxe
A sintaxe da junção theta é:
<tabela1> ⋈ <critério de seleção> <tabela2>
Onde:

<tabela> é o nome de uma tabela, ou expressão algébrica que resulte em uma tabela

<critério de seleção> é uma expressão booleana envolvendo literais e valores das colunas das duas tabelas envolvidas.

## Exemplo Tabelas Hipotéticas
A seguir um exemplo com tabelas hipotéticas:
Imaginemos que possuímos as tabelas TabelaA e TabelaB conforme mostra abaixo:
TabelaA
| c      | d  |
| ValorA | 50 |
| ValorB | 65 |
| ValorC | 70 |

TabelaB
| e      | f  |
| ValorD | 50 |
| ValorE | 80 |
| ValorF | 70 |

Com a relação abaixo iremos reproduzir um produto cartesiano das duas tabelas selecionando apenas as linhas em que a coluna "d" da tabela "TabelaA" seja igual a coluna "f" da tabela "TabelaB".
TabelaA ⋈ TabelaA.d = TabelaB.f TabelaB
| c      | d  | e      | f  |
| ValorA | 50 | ValorD | 50 |
| ValorC | 70 | ValorF | 70 |

## Exemplo Real
A seguir um exemplo com tabelas reais:
Suponhamos que temos as tabelas "Emprestimo" e "Conta" que guardam respectivamente informações das contas dos clientes de um banco e informações de empréstimos realizados a esses clientes:
Emprestimo
| nomeAgencia  | nroEmprestimo | nomeCliente | valor |
| Assis Brasil | 100           | Pedro       | 7000  |
| Verde        | 200           | Maria       | 11000 |
| Assis Brasil | 400           | João        | 5000  |
| São João     | 500           | Ana         | 35000 |

Conta
| nomeAgencia | nroConta | nomeCliente | saldo |
| Verde       | 50       | Maria       | 3000  |
| Farrapos    | 100      | Denise      | 2000  |
| Farrapos    | 200      | Pedro       | 300   |
| São João    | 300      | Ana         | 2500  |
| São João    | 400      | João        | 1000  |

A seguir desejamos obter os dados dos empréstimos e das contas onde o nome do cliente da conta e o nome do cliente do empréstimo sejam iguais e o valor do empréstimo é maior que o saldo da conta do cliente.
Empréstimo ⋈ Conta.nomeCliente = Emprestimo.nomeCliente e Emprestimo.valor > Conta.saldo Conta
| Conta.nomeAgencia | nroConta | Conta.nomeCliente | saldo | Emprestimo.nomeAgencia | nroEmprestimo | Emprestimo.nomeCliente | valor |
| Farrapos          | 200      | Pedro             | 300   | Assis Brasil           | 100           | Pedro                  | 7000  |
| Verde             | 50       | Maria             | 3000  | Verde                  | 200           | Maria                  | 11000 |
| São João          | 400      | João              | 1000  | Assis Brasil           | 400           | João                   | 5000  |
| São João          | 300      | Ana               | 2500  | São João               | 500           | Ana                    | 35000 |